# 基隆捷運
基隆軽軌（キールンけいき、Keelung Lightrail Transit System）、あるいは基隆捷運、基隆捷運系統は台湾の台北市東部、新北市と基隆市内を連絡するライトレールシステム計画。1990年代以降に基隆から台北方面への通勤事情を改善する目的で何度も立案されているが、時代とともに規格や区間が変遷している。

## 基隆捷運（2000年版）
軽軌計画が提出される以前は基隆-台北間の大量の通勤需要に対応するため、1991年に台北市政府捷運工程局（台北市捷運局）が、その後は基隆市長（1997-2001年）だった李進勇などにより台北捷運南港線（板南線、北捷南港線）を汐止及び基隆まで延伸する基隆捷運の建設が要望され、2001年には基隆市政府自身が実現可能性調査（中国語: 可行性研究、以下F/S）を実施、しかし高運量捷運方式の場合、建設費が膨大なものとなることや、近年の政府財源悪化もあり、市内縦貫線区間に三坑駅（2003年開業）を増設するなど台鉄捷運化方式での計画が策定された。
南港線延伸については2008年にも再度台北市捷運局がF/Sを実施したほか、下記のとおり2010年代にも何度か提唱されている。

## 概況
2006年初、基隆市政府は中興工程顧問公司より『基隆市軽軌運輸系統』F/S報告書の提出を受け、計画で提出された4路線を基隆駅を中心点とすることを決定し、東1線は八斗子海科館まで、東2線は基隆港西岸11号埠頭まで、西1線は大武崙まで、西2線は基隆長庚医院までの計画が策定された。計画では歩行者または自動車と路面を供用した路面電車方式であり、基隆駅を中心に市内の4方向に路線を延伸させる計画となっている。特に八斗子に建設予定の国立海洋科技博物館への観光輸送需要に対応するため、基隆港東岸の東一線を優先して建設する予定だった。
当時、台湾では13の県市でライトレール建設計画が提出されていた。基隆軽軌は行政院より基隆地区の交通問題を解消し、観光需要も見込め経済効果が高いとの認識から優先案件とされ、2006年に交通部の補助予算を受けて詳細な基隆捷運計画を決定した。当時の基隆市長（2007-2014年）だった張通栄主導で従来の東一線を再編した海線と、台北捷運民生汐止線（北捷民汐線）と同一規格（標準軌、LRRT=中運量捷運）による山線の2路線に集約された。2007年に行政院による基本計画発表と入札業務が行われ、2011年着工、2015年営業開始の予定であった。しかし、交通部は2010年1月に輸送需要が不十分で費用回収の見通しが悪いという理由で基隆軽軌の計画案を撤回した。
その後、2012年中華民国総統選挙で民主進歩党陣営の総統候補だった蔡英文が、2014年には基隆市長となった林右昌が再度南港線延伸を打ち出したものの、永らく動向が停滞していた。
中央政府では蔡英文政権発足後の2017年に打ち出された公共インフラ投資事業「前瞻基礎建設計画」に再度盛り込まれ、台鉄縦貫線を活用したトラムトレインによる整備が方向づけられた。
台北では南港展覧館駅経由で南港駅を終点となる南港基隆軽軌として、F/Sの報告案が2018年10月に交通部の、2019年1月に国家発展委員会の、同4月10日には行政院の審査を通過した。汐止駅は高架駅となり、南港駅への乗り入れは鉄道局案の高架あるいは地上（併用軌道）方式に同調する基隆市長の林右昌と、道路交通への影響から地下方式を主張する台北市長の柯文哲との間で議論が収束していないため、この段階では持ち越しとなっていたが、地下式を採用した場合の差額負担については台北市政府捷運局が前向きな意向を示している。八堵以南では縦貫線の三線区間の共用部分を線増する全線複線で、狭軌となるため軌間が異なる北捷民汐線とは直通はできなくなる。樟樹湾駅については過密ダイヤや線形により車両とホームの間隙が大きく安全上の問題が予想されたため、台鉄捷運化による駅設置は見送られたが、編成長の短いトラムトレイン方式では問題とならないため本構想にて計画が復活した。
2020年4月10日、行政院でLRTのF/S計画案が通過した。2020年6月、台北側の起点は南港展覧館で暫定的に予定されているが、台北市長柯文哲と基隆市長林右昌は南港駅とすることで合意。その後2021年11月に交通部と台北市政府の懇談で交通部長王国材と台北市長柯文哲が新規案で合意し、八堵から南港までの第1期16.05kmに対する事業費は約425億NT$、2023-2031年の工期を予定している。

### 基隆捷運（2020年版）
2020年7月、基隆市長林右昌の提唱により、LRT乗り入れと引き換えに台鉄一般列車の基隆駅乗り入れが消滅することが濃厚となり、論議を巻き起こしたが、10月に新北市長の侯友宜を加えた沿線3市長が交通部の会議に出席、交通部長の林佳龍とともに中運量メトロへの昇格で一致した。この場合民生汐止線と規格が揃うため、重複する区間が一本化され、車両基地も民汐線の社后機廠を共用する形となる。2021年の新案では八堵以南が台鉄と別ルートになり、設置駅も増加した。

## 駅一覧

### 基隆捷運
以下の駅名は既存駅以外は仮称。
| 駅番号 | 駅名           | 駅名           | 駅名                                            | 接続路線・備考                                                  | 所在地 | 所在地 |
| 駅番号 | 日本語         | 繁体字中国語   | 英語                                            | 接続路線・備考                                                  | 所在地 | 所在地 |
| ------ | -------------- | -------------- | ----------------------------------------------- | --------------------------------------------------------------- | ------ | ------ |
|        | 旅運智慧大楼駅 | 旅運智慧大樓站 | West Coast Exhibition and Travel Smart Building |                                                                 | 仁愛区 | 基隆市 |
|        | 基隆駅         | 基隆站         | Keelung                                         | 台湾鉄路管理局：縦貫線 (北段)                                   | 仁愛区 | 基隆市 |
|        | 廟口駅         | 廟口站         | Miaokou Night Market                            |                                                                 | 仁愛区 | 基隆市 |
|        | 三坑駅         | 三坑站         | Sankeng                                         | 台湾鉄路管理局：縦貫線 (北段)                                   | 仁愛区 | 基隆市 |
|        | 八堵駅         | 八堵站         | Badu                                            | 台湾鉄路管理局：縦貫線 (北段)、宜蘭線                           | 暖暖区 | 基隆市 |
|        | 七堵駅         | 七堵站         | Qidu                                            |                                                                 | 七堵区 | 基隆市 |
|        | 六堵駅         | 六堵站         | Liudu                                           |                                                                 | 七堵区 | 基隆市 |
|        | 百福駅         | 百福站         | Baifu                                           |                                                                 | 七堵区 | 基隆市 |
|        | 北五堵駅       | 北五堵站       | North Wudu                                      |                                                                 | 七堵区 | 基隆市 |
|        | 保長坑（1）駅  | 保長坑（1）站  | Baozhangkeng (1)                                |                                                                 | 汐止区 | 新北市 |
|        | 保長坑（2）駅  | 保長坑（2）站  | Baozhangkeng (2)                                |                                                                 | 汐止区 | 新北市 |
|        | 汐止区公所駅   | 汐止區公所站   | Xizhi District Office                           | 台北捷運：民生汐止線（共用区間）                                | 汐止区 | 新北市 |
|        | 汐科駅         | 汐科站         | Xike                                            | 台湾鉄路管理局：縦貫線 (北段) 台北捷運：民生汐止線（共用区間）  | 汐止区 | 新北市 |
|        | 樟樹湾駅       | 樟樹灣站       | Zhangshuwan                                     | 台北捷運：民生汐止線（共用区間）                                | 汐止区 | 新北市 |
|        | 南陽大橋駅     | 南陽大橋站     | Nanyang Bridge                                  |                                                                 | 汐止区 | 新北市 |
|        | 南港展覧館駅   | 南港展覽館站   | Taipei Nangang Exhibition Center                | 台北捷運：板南線、文湖線                                        | 南港区 | 台北市 |
|        | 南港駅         | 南港站         | Nangang                                         | 台湾鉄路管理局：縦貫線 (北段) · 台湾高速鉄道 · 台北捷運：板南線 | 南港区 | 台北市 |

### 註釈
1. ↑  従来のLRTとの差異はATOの有無